# Rally Caja Cantabria de 1999
El Rally Caja Cantabria de 1999, oficialmente 21.º Rallye Caja Cantabria, fue la vigésimo primera edición y la cuarta cita de la temporada 1999 del Campeonato de España de Rally. Se celebró del 21 al 23 de mayo y contó con un itinerario de doce tramos que sumaban un total de 179 km cronometrados.

## Itinerario
| Día   | Tramo | Nombre                        | Distancia |
| ----- | ----- | ----------------------------- | --------- |
| Día 1 | TC1   | Bustablado-Udias              | 14.61 km  |
| Día 1 | TC2   | Hortigal-Bielva               | 14.44 km  |
| Día 1 | TC3   | Quintanilla-Puentenansa       | 18.56 km  |
| Día 1 | TC4   | Hortigal-Bielva 2             | 14.44 km  |
| Día 1 | TC5   | Quintanilla-Puentenansa 2     | 18.56 km  |
| Día 1 | TC6   | Bustablado-Udias 2            | 14.61 km  |
| Día 1 | TC7   | Limpias-Liendo                | 9.33 km   |
| Día 1 | TC8   | Guriezo-Ampuero               | 13.05 km  |
| Día 1 | TC9   | Las Pilas-Meruelo-Las Pilas   | 20.00 km  |
| Día 1 | TC10  | Limpias-Liendo 2              | 9.33 km   |
| Día 1 | TC11  | Guriezo-Ampuero 2             | 13.05 km  |
| Día 1 | TC12  | Las Pilas-Meruelo-Las Pilas 2 | 20.00 km  |

## Clasificación final
| Pos. | Piloto                | Copiloto                 | Automóvil                   | Tiempo  | Diferencia |
| ---- | --------------------- | ------------------------ | --------------------------- | ------- | ---------- |
| 1.   | Jesús Puras           | Marc Martí               | Citroën Xsara Kit Car       | 1:47:41 | 0.0        |
| 2.   | Manuel Muniente       | Diego Vallejo            | Peugeot 306 Maxi            | 1:49:31 | +1:50      |
| 3.   | Miguel Martínez-Conde | Felipe Alonso            | Mitsubishi Carisma GT Evo V | 1:54:13 | +6:32      |
| 4.   | Javier Azcona         | Ezequiel Nazábal         | Peugeot 106 Maxi            | 1:55:25 | +7:44      |
| 5.   | Sergio Vallejo        | Mario González Tomé      | Citroën Saxo Kit Car        | 1:56:03 | +8:22      |
| 6.   | Manuel Cabo           | Francisco J. Rodríguez   | SEAT Ibiza GTi 16V          | 1:58:06 | +10:25     |
| 7.   | Miguel Ángel Fuster   | José Vicente Medina      | Citroën Saxo VTS            | 2:00:35 | +12:54     |
| 8.   | Roberto Solís         | Francisco Javier Álvarez | Peugeot 106 Rallye          | 2:01:00 | +13:19     |
| 9.   | Ignacio Arrarte       | Juan Antonio Castillo    | Citroën Saxo VTS            | 2:01:41 | +14:00     |
| 10.  | Alfonso Loza          | Giovanni Breda           | SEAT Ibiza GTi 16V          | 2:01:51 | +14:10     |